# Narrillos del Álamo
Narrillos del Álamo település Spanyolországban, Ávila tartományban. Narrillos del Álamo Cespedosa de Tormes, La Tala, Armenteros, Horcajo Medianero, Arevalillo, El Mirón, Gallegos de Solmirón és Puente del Congosto községekkel határos. Lakosainak száma 59 fő (2024).

## Népesség
A település népessége az utóbbi években az alábbiak szerint változott:
| Lakosok száma | 163  | 137  | 122  | 101  | 96   | 92   | 83   | 72   | 71   | 59   |
|               | 2001 | 2004 | 2006 | 2009 | 2011 | 2014 | 2016 | 2019 | 2021 | 2024 |